# Marmande
Marmande / Marmanda là một xã trong tỉnh Lot-et-Garonne, thuộc vùng Nouvelle-Aquitaine của nước Pháp, có dân số là 23.727 người (thời điểm 1999). Marmande nằm cạnh bờ sông Garonne.